# Larchetkarspitze
Larchetkarspitze – szczyt w paśmie Karwendel, w Alpach Wschodnich. Leży w Austrii, w kraju związkowym Tyrol, przy granicy z Niemcami. Szczyt można zdobyć drogą ze schroniska Pleisenhütte.